# Peyto Glacier
Peyto Glacier är en glaciär i Kanada.   Den ligger i provinsen Alberta, i den centrala delen av landet, 3 000 km väster om huvudstaden Ottawa. Peyto Glacier ligger 2 211 meter över havet.
Terrängen runt Peyto Glacier är bergig åt nordväst, men åt sydost är den kuperad.Trakten runt Peyto Glacier är nära nog obefolkad, med mindre än två invånare per kvadratkilometer.. Det finns inga samhällen i närheten. 
Trakten runt Peyto Glacier består i huvudsak av gräsmarker.